# Équation quartique
En mathématiques, une équation quartique est une équation polynomiale de degré 4.
Les équations quartiques ont été résolues dès que furent connues les méthodes de résolution des équations du troisième degré. Ont été développées successivement la méthode de Ferrari et la méthode de Descartes.
La méthode de Lagrange, décrite ci-dessous, est issue des propriétés des polynômes symétriques construits à partir des n racines d'un polynôme de degré n.

## Fragments d'histoire
La méthode de résolution de l'équation quartique est établie depuis déjà deux siècles par Ludovico Ferrari (1522-1565). Sa méthode permet de se ramener à une équation du degré trois, appelée cubique résolvante (en) — ou réduite — de l'équation du quatrième degré ; elle a été publiée pour la première fois en 1545 par Jérôme Cardan dans son ouvrage Ars Magna (Cardan y dit explicitement que cette méthode lui a été indiquée par Ferrari, sur sa demande). La méthode développée ici utilise les propriétés sur les variations des expressions faisant intervenir les racines des polynômes. Cette analyse correspond au travail de Joseph-Louis Lagrange qui cherche à comprendre les principes généraux qui régissent les résolutions des équations de degré deux, trois et quatre. L'idée de considérer les racines des polynômes comme des quantités formelles intervenant dans des polynômes, symétriques ou non, est une initiative fructueuse qui, appliquée à des polynômes de degré supérieur ou égal à 5, va déboucher sur le théorème d'Évariste Galois qui démontre que, d’une manière générale, une équation polynomiale de degré 5 ou plus n’est pas résoluble par radicaux.

## Élimination du terme de degré 3
Par une technique commune aux équations polynomiales (de degré quelconque), l'équation
{\displaystyle ax^{4}+bx^{3}+cx^{2}+dx+e=0\quad (1)}
se ramène, après division par a et changement de variable {\displaystyle x=y-{\frac {b}{4a}}} à une équation de la forme
{\displaystyle y^{4}+py^{2}+qy+r=0\quad (2)}
avec 
{\displaystyle p={\frac {c}{a}}-{\frac {3b^{2}}{8a^{2}}}\quad {\text{,}}\quad q={\frac {d}{a}}-{\frac {bc}{2a^{2}}}+{\frac {b^{3}}{8a^{3}}}\quad {\text{et}}\quad r={\frac {e}{a}}-{\frac {bd}{4a^{2}}}+{\frac {cb^{2}}{16a^{3}}}-{\frac {3b^{4}}{256a^{4}}}}.
On peut ensuite résoudre l'équation (2) par la méthode de Ferrari, celle de Descartes, ou celle ci-dessous « de Lagrange ». Toutes trois fournissent, sous des apparences différentes, la même formule pour les quatre solutions.

## Méthode de Lagrange

### Principe de la méthode
Il s'agit de trouver une expression faisant intervenir les 4 racines {\displaystyle y_{1},y_{2},y_{3},y_{4}} de
{\displaystyle y^{4}+py^{2}+qy+r=0}
et ne permettant d'obtenir, par permutations, que 3 valeurs algébriques distinctes.
C'est le cas par exemple de {\displaystyle -(y_{1}+y_{2})(y_{3}+y_{4})} qui, par permutations, ne permet de donner que les valeurs 
{\displaystyle z_{1}=-(y_{1}+y_{2})(y_{3}+y_{4})},
{\displaystyle z_{2}=-(y_{1}+y_{3})(y_{2}+y_{4})},
{\displaystyle z_{3}=-(y_{1}+y_{4})(y_{2}+y_{3})}.
Tout polynôme symétrique en {\displaystyle z_{1},z_{2},z_{3}} pourra être exprimé comme polynôme symétrique de {\displaystyle y_{1},y_{2},y_{3},y_{4}}.
En particulier, les coefficients du polynôme {\displaystyle R(z)=(z-z_{1})(z-z_{2})(z-z_{3})} pourront s'exprimer à l'aide de p, q et r. Il est certain que la propriété
{\displaystyle y_{1}+y_{2}+y_{3}+y_{4}=0}
facilite les calculs.
On démontre en effet qu'alors :
- {\displaystyle z_{1}+z_{2}+z_{3}=-2p} ;
- {\displaystyle \Sigma _{i<j}z_{i}z_{j}=p^{2}-4r} ;
- {\displaystyle z_{1}z_{2}z_{3}=q^{2}}.

Les trois réels {\displaystyle z_{1},z_{2},z_{3}} sont alors solutions de l'équation 
{\displaystyle z^{3}+2pz^{2}+(p^{2}-4r)z-q^{2}=0\quad (3)}.
Il reste maintenant à retrouver {\displaystyle y_{1},y_{2},y_{3},y_{4}} en fonction de {\displaystyle z_{1},z_{2},z_{3}} sachant que {\displaystyle y_{1}+y_{2}+y_{3}+y_{4}=0}.
On remarque alors que 
{\displaystyle z_{1}=(y_{1}+y_{2})^{2}=(y_{3}+y_{4})^{2}}
{\displaystyle z_{2}=(y_{1}+y_{3})^{2}=(y_{2}+y_{4})^{2}}
{\displaystyle z_{3}=(y_{1}+y_{4})^{2}=(y_{2}+y_{3})^{2}}
donc que 
{\displaystyle y_{1}+y_{2}={\sqrt {z_{1}}}} et {\displaystyle y_{3}+y_{4}=-{\sqrt {z_{1}}}},
{\displaystyle y_{1}+y_{3}={\sqrt {z_{2}}}} et {\displaystyle y_{2}+y_{4}=-{\sqrt {z_{2}}}},
{\displaystyle y_{1}+y_{4}={\sqrt {z_{3}}}} et {\displaystyle y_{2}+y_{3}=-{\sqrt {z_{3}}}}
(il faut comprendre ici la notation {\displaystyle {\sqrt {z_{i}}}} comme une des racines carrées de {\displaystyle z_{i}}). 
Les valeurs de {\displaystyle y_{i}} se retrouvent alors par simple addition.

### Bilan
Les solutions de
{\displaystyle y^{4}+py^{2}+qy+r=0}
sont 
{\displaystyle y_{1}={\tfrac {1}{2}}({\sqrt {z_{1}}}+{\sqrt {z_{2}}}+{\sqrt {z_{3}}})}
{\displaystyle y_{2}={\tfrac {1}{2}}({\sqrt {z_{1}}}-{\sqrt {z_{2}}}-{\sqrt {z_{3}}})}
{\displaystyle y_{3}={\tfrac {1}{2}}(-{\sqrt {z_{1}}}+{\sqrt {z_{2}}}-{\sqrt {z_{3}}})}
{\displaystyle y_{4}={\tfrac {1}{2}}(-{\sqrt {z_{1}}}-{\sqrt {z_{2}}}+{\sqrt {z_{3}}})}
où {\displaystyle z_{1}}, {\displaystyle z_{2}} et {\displaystyle z_{3}} sont les trois racines du polynôme R, de degré 3, appelé cubique résolvante, ou réduite :
{\displaystyle R(z)=z^{3}+2pz^{2}+(p^{2}-4r)z-q^{2}}.
Par {\displaystyle {\sqrt {z_{i}}}}, il faut entendre, un des nombres dont le carré vaut {\displaystyle z_{i}}. On remarque que changer simultanément tous les {\displaystyle {\sqrt {z_{i}}}} en leurs opposés transforme l'ensemble {\displaystyle \{y_{1},\,y_{2},\,y_{3},\,y_{4}\}} en {\displaystyle \{-y_{1},-y_{2},-y_{3},-y_{4}\,\}}. Il faut donc choisir « de bonnes » racines carrées, de telle façon que le produit {\displaystyle {\sqrt {z_{1}}}{\sqrt {z_{2}}}{\sqrt {z_{3}}}} vaille –q.

### Inventaire des cas
Dans le cas où les coefficients p, q et r sont réels, on remarque que le produit des racines du polynôme R est {\displaystyle q^{2}}, on est donc limité sur la forme des racines du polynôme R et sur les solutions de l'équation quartique. 
- Si les trois racines de R sont réelles positives, on obtient quatre valeurs réelles.
- Si les trois racines de R sont réelles et que deux sont négatives, on obtient deux paires de complexes conjugués.
- si R possède une racine réelle et deux racines complexes conjuguées, la racine réelle est positive et l'on obtient deux valeurs réelles et deux complexes conjugués.

## Équations particulières
Parmi les équations de degré quatre, certaines, particulières, peuvent se résoudre uniquement à l'aide des équations quadratiques ; c'est le cas des équations bicarrées et des équations symétriques ou, plus généralement, des équations {\displaystyle ax^{4}+bx^{3}+cx^{2}+dx+e=0} telles que {\displaystyle ad^{2}=eb^{2}}.

### Équations bicarrées
Elles s'écrivent sous la forme 
{\displaystyle ax^{4}+bx^{2}+c=0}
et se résolvent par changement de variable 
{\displaystyle y=x^{2}}
et la résolution de
{\displaystyle ay^{2}+by+c=0}.
Les équations bicarrées, ainsi que certaines autres équations de degré 4, peuvent aussi être résolues par la trigonométrie circulaire ou hyperbolique.

### Équations symétriques
Elles s'écrivent sous la forme 
{\displaystyle ax^{4}+bx^{3}+cx^{2}+bx+a=0}
et se résolvent par le changement de variable 
{\displaystyle z=x+{\frac {1}{x}}}
et la résolution de 
{\displaystyle az^{2}+bz+c-2a=0}.
Ce procédé se généralise aux équations de la forme
{\displaystyle ax^{4}+bx^{3}+cx^{2}+kbx+k^{2}a=0}
(avec k ≠ 0), qui se résolvent en posant
{\displaystyle z=x+{\frac {k}{x}}}.